# بنی بوحسن
شهر بنی بوحسن (به عربی: بنی بو حسن) در الشرقیه در کشور عمان واقع شده‌است. جمعیت این شهر ۲۵٫۹۷۳ نفر است.